# Бесець (Лодзинське воєводство)
Бесець (пол. Biesiec) — село в Польщі, у гміні Злочев Серадзького повіту Лодзинського воєводства.
Населення — 141 особа (2011).
У 1975-1998 роках село належало до Серадзького воєводства.

## Демографія
Демографічна структура станом на 31 березня 2011 року:
|          | Загалом | Допрацездатний вік | Працездатний вік | Постпрацездатний вік |
| -------- | ------- | ------------------ | ---------------- | -------------------- |
| Чоловіки | 64      | 15                 | 44               | 5                    |
| Жінки    | 77      | 21                 | 41               | 15                   |
| Разом    | 141     | 36                 | 85               | 20                   |